# تان، ویتنام
تان، ویتنام (به لاتین: Tân) یک منطقهٔ مسکونی در ویتنام است که در استان باک گیانگ واقع شده‌است.